# شركة هوكست

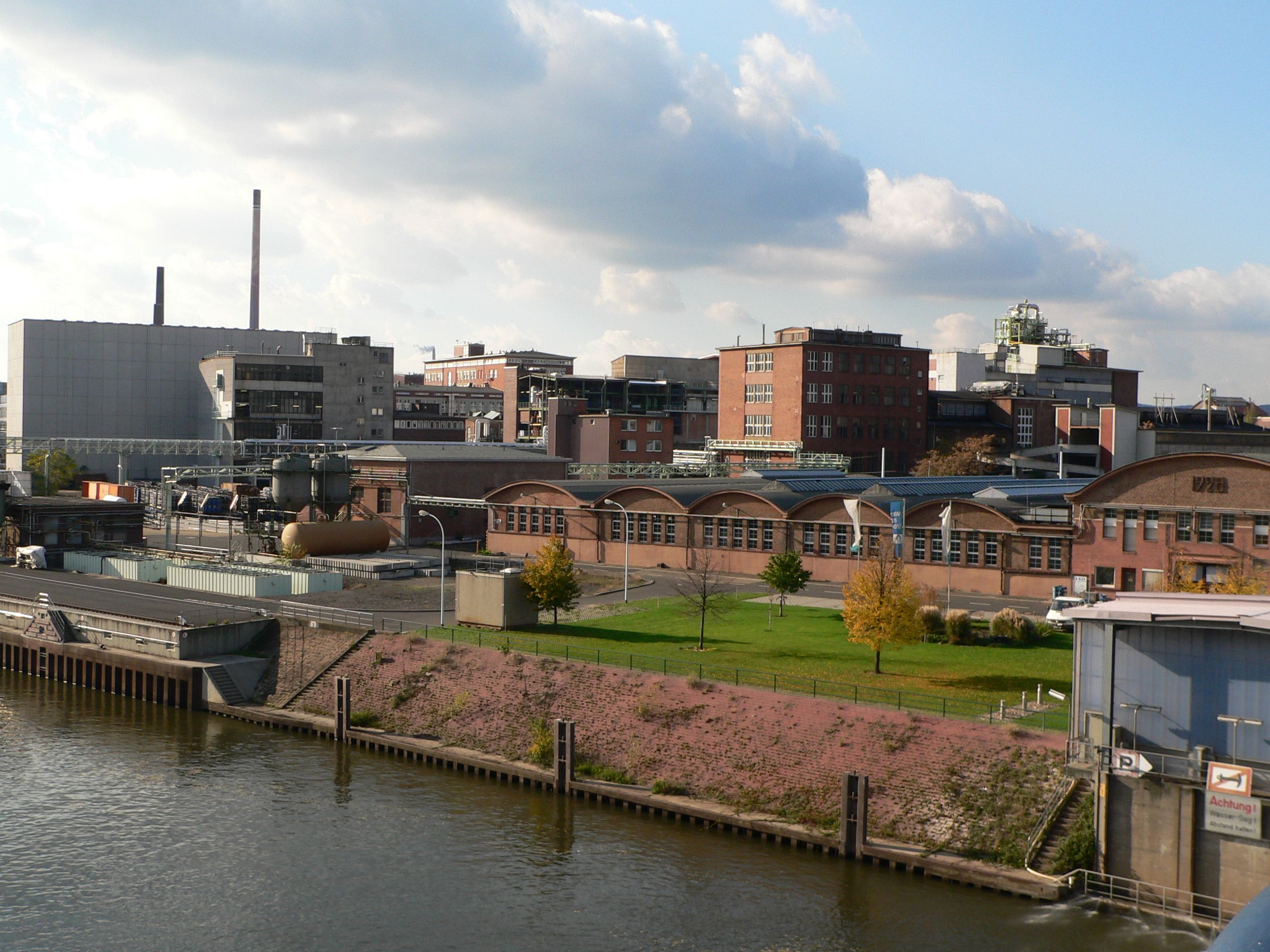
حديقة هوكست الصناعية والتي كانت سابقا مقرا لشركة هوكست

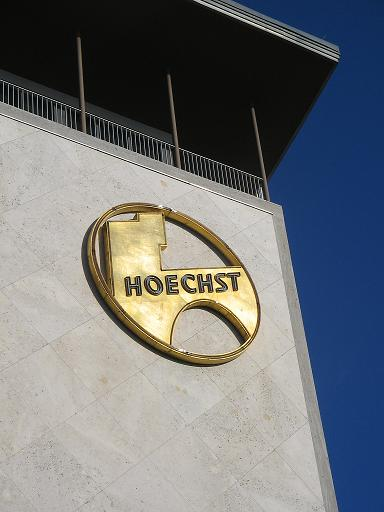
شعار الشركة على مبنى هوكست عام 2006

شركة هوكست (بالألمانية: Hoechst AG) كانت شركة ألمانية مختصة بعلوم الحياة وصناعة الأدوية. بعد اندماجها في عام 1999 مع شركة رون بولنك الفرنسية صار اسمها أفنتس دويتشلاند (بالألمانية: Aventis Deutschland). هذه الشركة اندمجت في عام 2004 مع سانوفي-سينتيلابو لتكون شركة فرعية تابعة لمجموعة شركات سانوفي-أفنتس الصيدلانية، والتي صار اسمها حاليا سانوفي.

## تاريخ الشركة

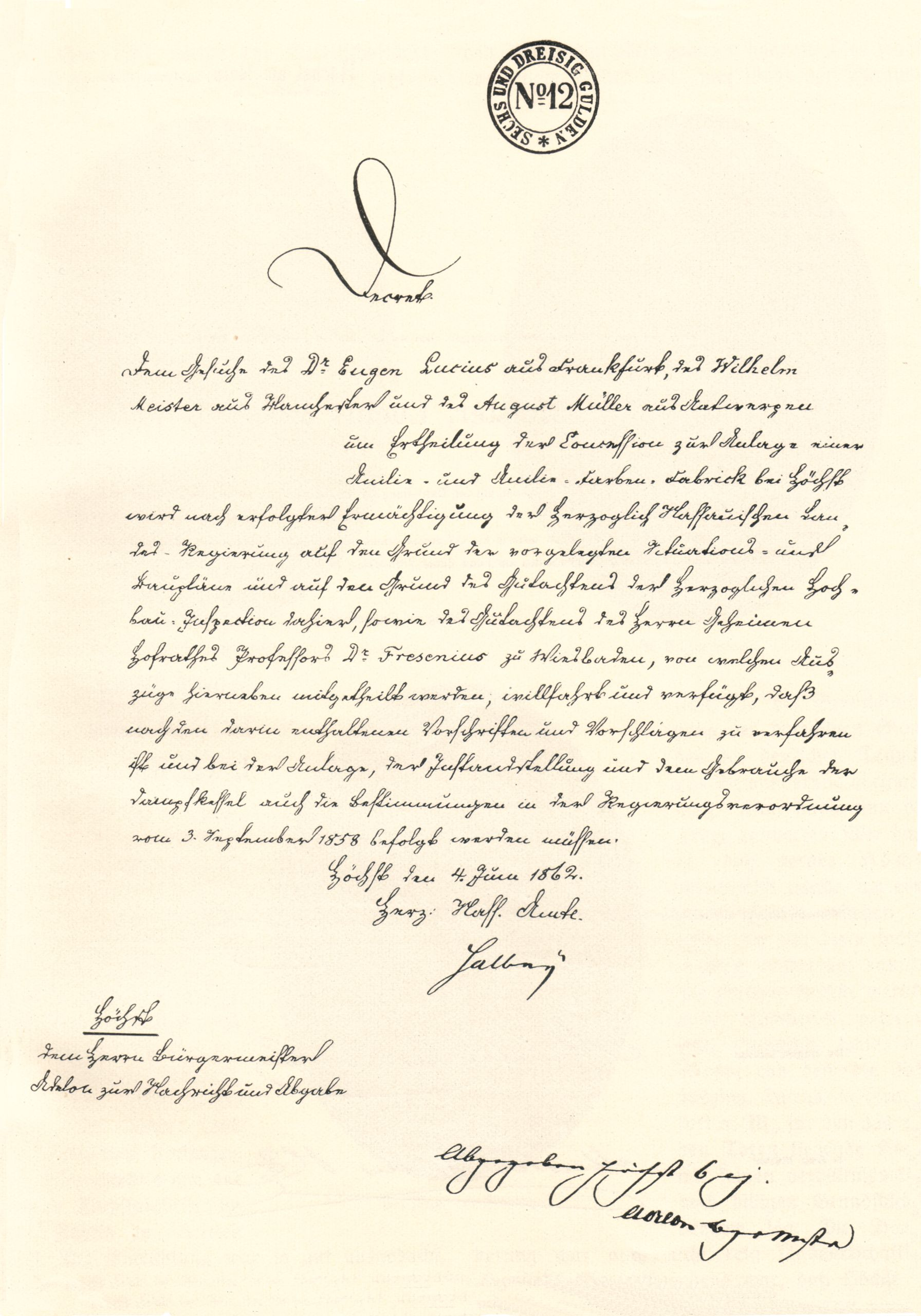
هوكست

تأسست الشركة في هوكست قرب فرانكفورت عام 1863 تحت اسم تيرفاربنفابريك مايستر لوسيوس وشركاؤه (بالألمانية: Theerfarbenfabrik Meister Lucius & Co). وفي عام 1865 تغير اسمها إلى فاربفركه مايستر لوسيوس وبرونينغ (بالألمانية: Farbwerke Meister Lucius & Brüning). وفي عام 1880 صار اسمها فاربفركه فورم مايستر لوسيوس وبرونينغ آج (بالألمانية: Farbwerke vorm. Meister Lucius & Brüning AG).
كانت التسمية العالمية المستخدمة هي فاربفركه هوكست آج (بالألمانية: Farbwerke Hoechst AG) حتى اعتمدت تسمية هوكست عام 1925.

## معرض الصور

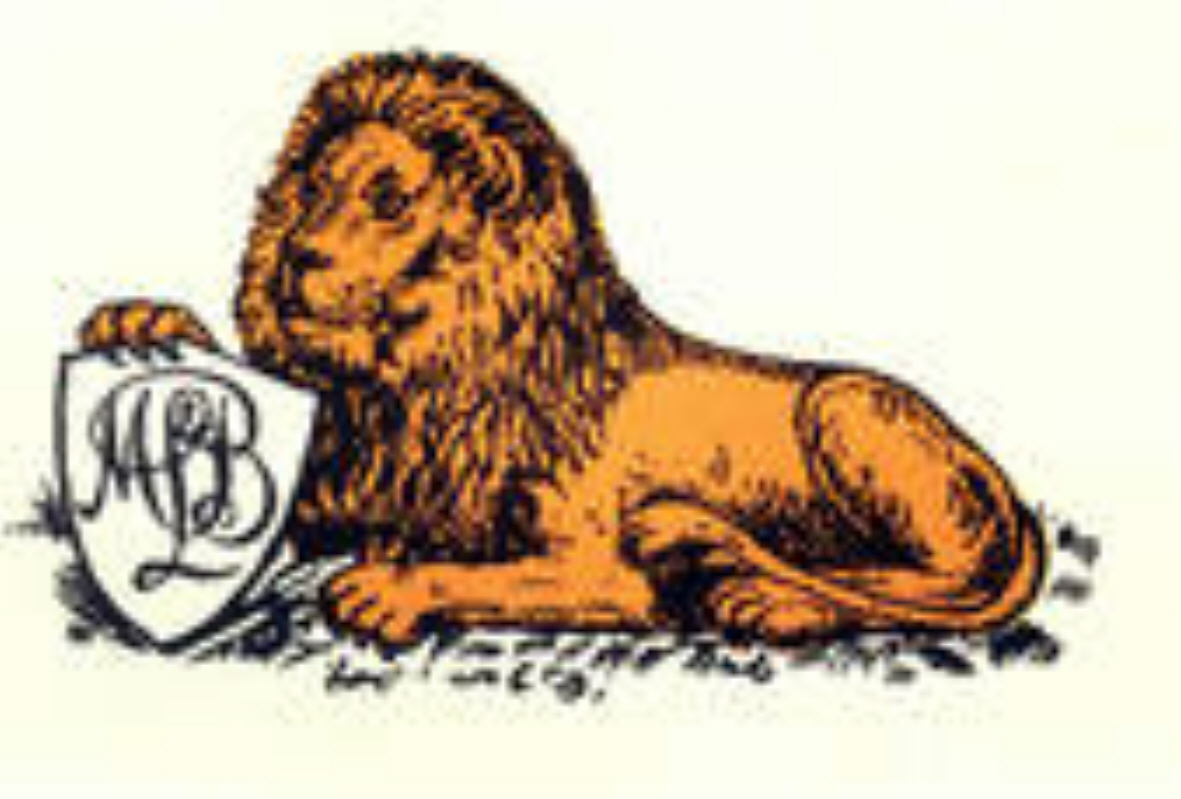
شعار الشركة في حدود عام 1877
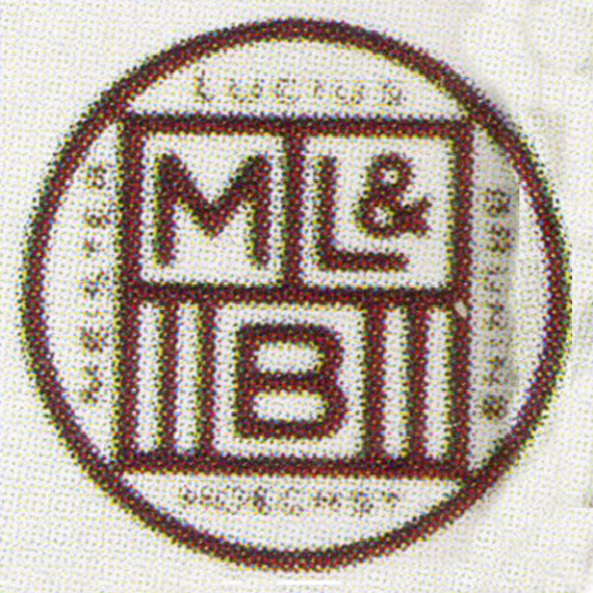
شعار الشركة في حدود عام 1923
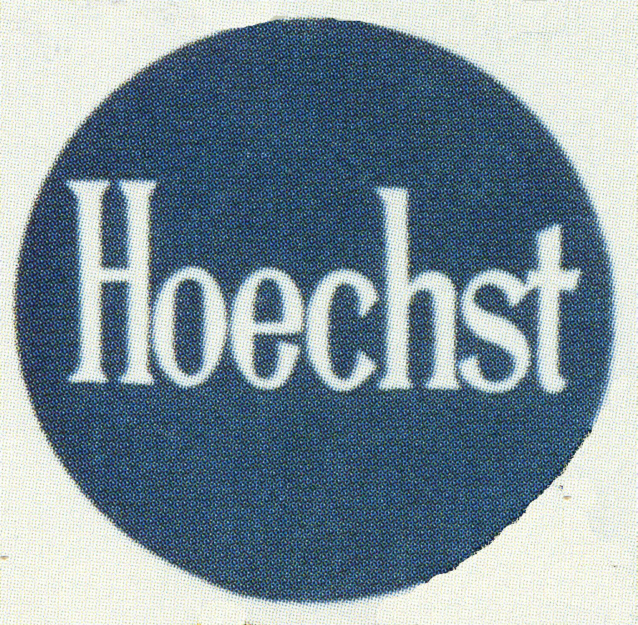
شعار الشركة في حدود عام 1923
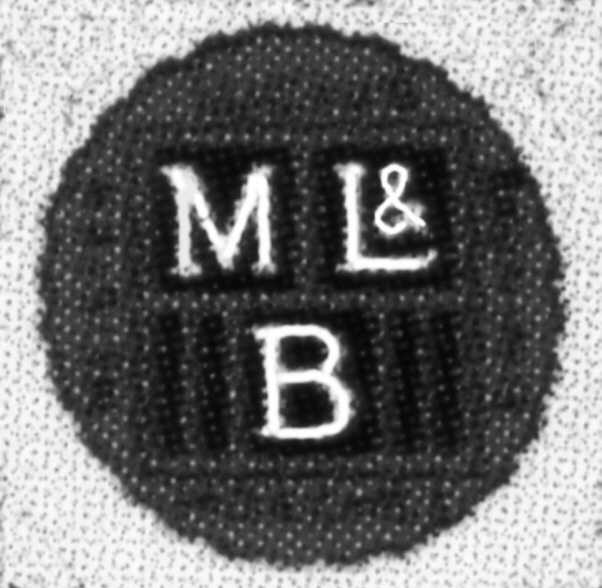
شعار الشركة في فترة 1925–1951
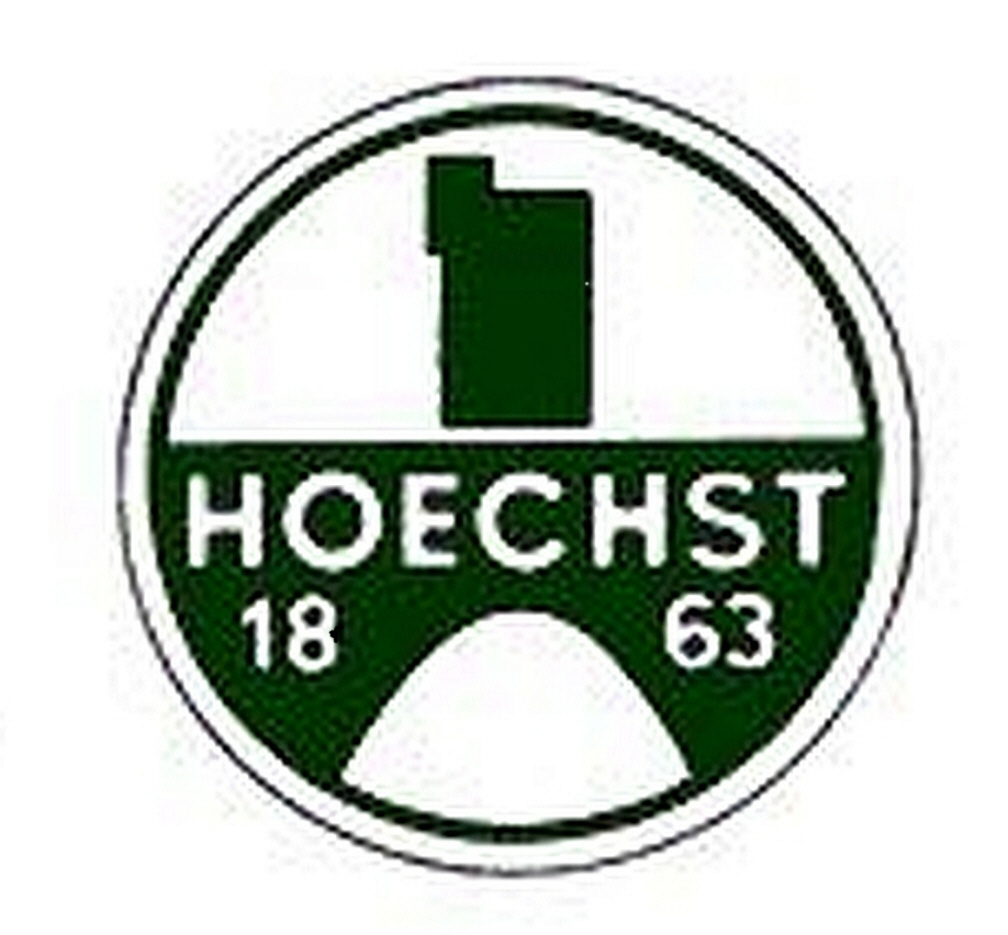
شعار الشركة في فترة 1947–1951
شعار الشركة في فترة 1947–1951
شعار الشركة في عام 1952
شعار الشركة في عام 1966
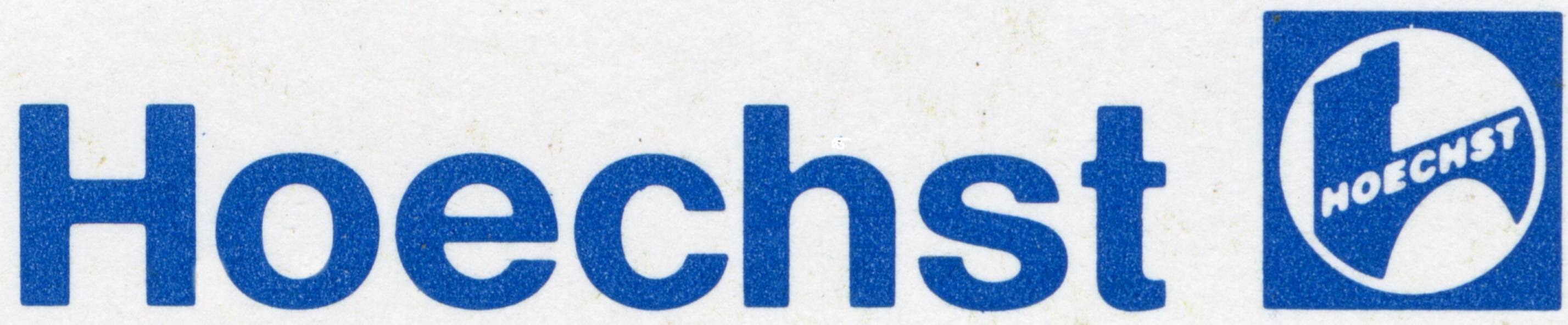
شعار الشركة في عام 1974
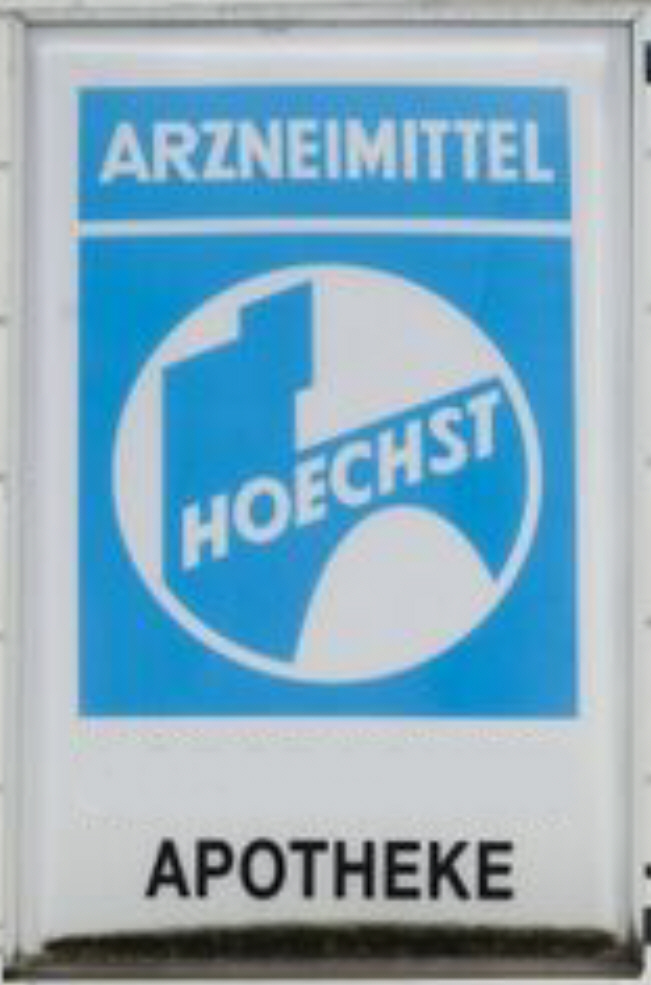
شعار الشركة Apotheken-Reklame
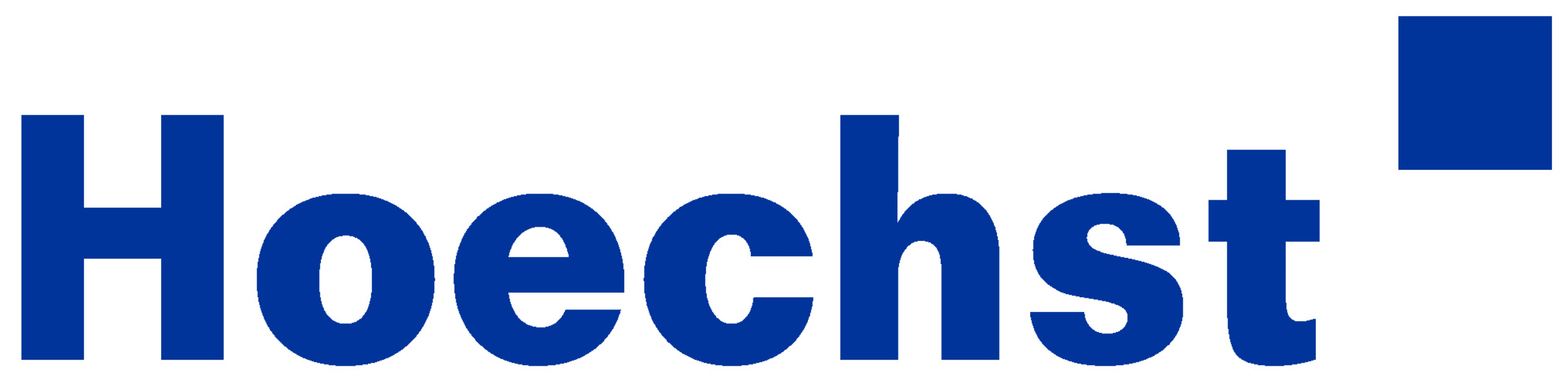
شعار الشركة في عام 1997